# Fort W-Szcza Twierdzy Warszawa

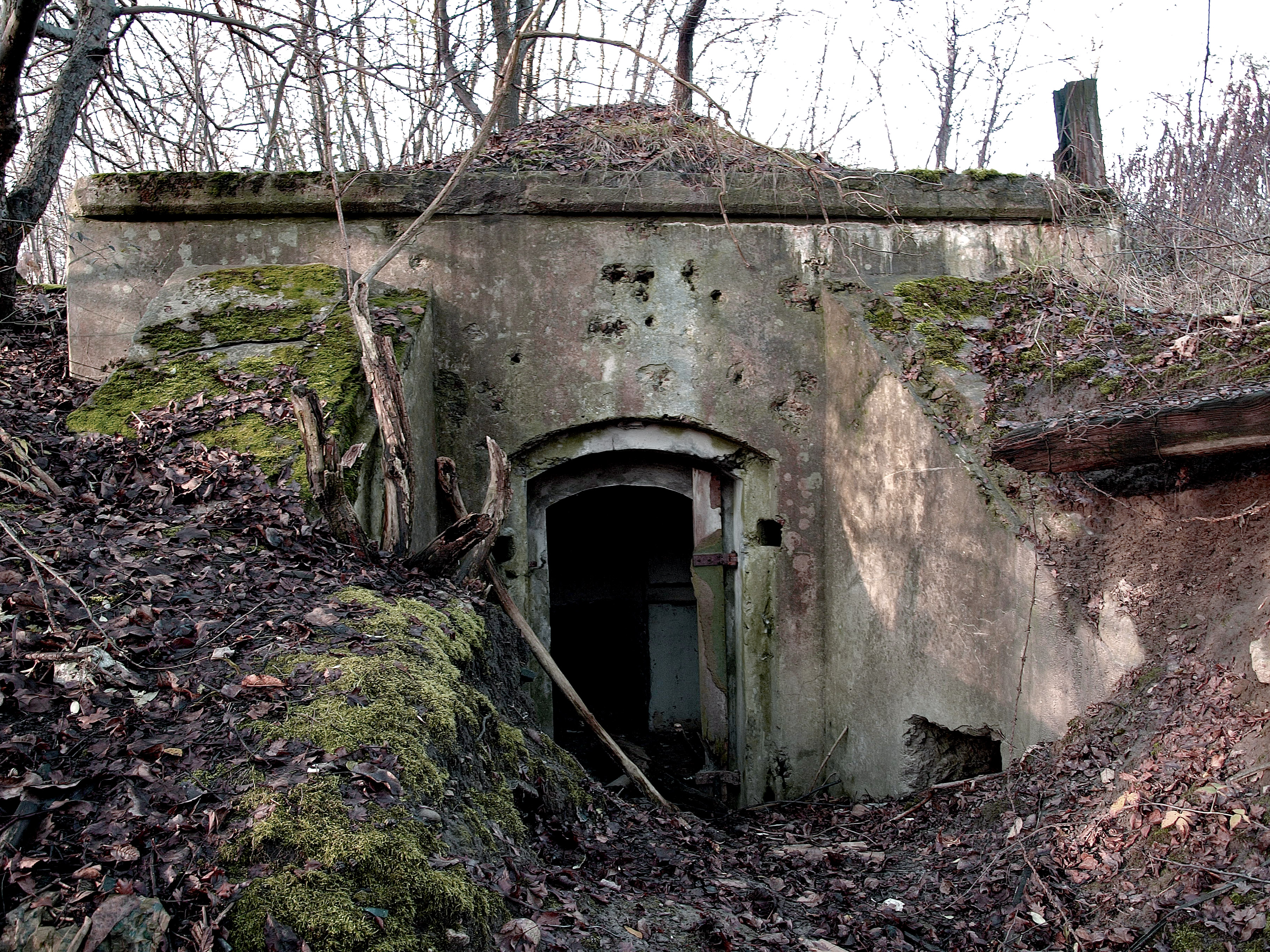
Zachowany fragment fortu

Fort W-Szcza, także  fort Odolany (ros. Форт В-Щ) – punkt oporu pierścienia wewnętrznego Twierdzy Warszawa w Imperium Rosyjskim, wybudowany w latach 80. XIX wieku w rejonie obecnych ulic Gniewkowskiej i Potrzebnej, w dzielnicy Wola w Warszawie.

## Opis
Fort wraz z czterema innymi fortami pierścienia wewnętrznego powstał w latach 1886–1890. 
Jedynym zachowanym fragmentem budowli jest betonowy schron. Relikty fortu zostały zajęte przez ogródki działkowe.